# Zeilensprungverfahren

Das Zeilensprungverfahren in der Übersicht

Sukzessiver Bildaufbau im Zeilensprungverfahren

Animation eines beispielhaften Bildaufbaus im Zeilensprungverfahren

Das Zeilensprungverfahren (auch als Zwischenzeilenverfahren bezeichnet; (englisch Interlace) [ˌɪntəˈleɪs]) dient der Verringerung des Bildflimmerns in der Fernsehtechnik und wurde Ende der 1920er Jahre bei Telefunken durch Fritz Schröter entwickelt; 1930 als „Verfahren zur Abtastung von Fernsehbildern“ (DRP-Patent Nr. 574085) patentiert.
Es wird noch heute weltweit bei der Aufnahme, Bearbeitung und Darstellung von Bildern verwendet.
Das Zeilensprungverfahren wurde mit der Absicht entwickelt, die Signale mit einer möglichst geringen Bandbreite flimmerfrei anzuzeigen. Dabei baut sich ein vollständiges Bild (Frame) aus zwei unterschiedlichen Halbbildern (Fields; Upper Field – Lower Field) auf. Bei der Bildentstehung werden für das erste Halbbild (Upper Field) nur die ungeraden Zeilen (Odd-Field) des Ausgabegeräts dargestellt; ist dieses komplett, wird das zweite Halbbild (Bottomfield, Bottom Field, Lower Field, Bottom Field Second) aus den geraden Zeilen (Even-Field) aufgebaut. Das menschliche Auge nimmt die einzelnen Zeilen nicht als flimmernd, sondern als wandernd wahr. Es integriert die Zeilensprünge im Idealfall zu einem Gesamtbild.
Bei der in Deutschland verwendeten analogen Fernsehnorm B/G (umgangssprachlich als PAL bezeichnet) besteht ein Vollbild aus 575 sichtbaren Zeilen, die Halbbilder aus je 287½ Zeilen. Es werden dabei 25 Voll- bzw. 50 Halbbilder pro Sekunde übertragen.

## Einführungsgrund, Vorteile und Nachteile

Bewegung des Elektronenstrahls eines Kathodenstrahlröhrenfernsehers, wobei gerade und ungerade Zeilen jeweils grün bzw. rot eingefärbt sind

### Einführung und Vorteil
Das Verfahren bietet zwei wesentliche Vorteile:
- Flimmerreduktion durch Zeilensprung bei der Wiedergabe: Der Bildschirm leuchtet in der doppelten Frequenz (50 Hz) der Bildwiederholrate (25 Hz) auf, ohne dass sich deshalb die übertragene Informationsmenge ebenfalls verdoppelt. Dadurch wird der subjektive Flimmereindruck bei gleichzeitiger Bandbreitenökonomie stark verbessert.

- Erhöhung der zeitlichen Auflösung. Bei Aufnahme mit elektronischen Kameras erzielt das Zeilensprungverfahren eine faktische Bewegungsauflösung von 50 Hz, ohne dass die übertragene Datenmenge vergrößert wird. Damit wird ein flüssigerer Bewegungseindruck ebenfalls bei gleichzeitiger Bandbreitenökonomie erreicht. Insbesondere bei Bildern mit viel Bewegung (beispielsweise Sport) macht sich die hohe zeitliche Auflösung positiv bemerkbar.

### Nachteile

Flimmern durch Interlacing

Die Nachteile des Zeilensprungverfahrens sind Artefakte (Bildfehler) in verschiedenen Situationen:
- Zeilenflimmern: Horizontale Kanten im Bild können unter Umständen scheinbar auf- und abtanzen, wenn die Kante genau zwischen zwei Bildzeilen fällt, da sie dann jeweils nur in einem der beiden Halbbilder sichtbar ist.
- Streifenstrukturen: Homogene Flächen erscheinen streifig. Die Streifen bewegen sich je nach Betrachter nach oben oder unten.
- Standbilder können entweder von einem Halbbild gemacht werden und haben dann eine reduzierte vertikale Auflösung oder sie können von einem Vollbild gemacht werden, dann weisen sich bewegende Bildelemente kammartige Doppelstrukturen auf.
- Doppelkonturen bei falscher Darstellungsart (Zeilensprung als progressiv dargestellt oder umgedreht).
- Hoher technischer Aufwand und erhöhte Gefahr von Artefaktbildung beim De-interlacen, das für fast jede Nachverarbeitung als erster Verarbeitungsschritt notwendig ist.
- Probleme beim Skalieren von digitalem Bildmaterial (beispielsweise von 480i nach 576i oder umgekehrt).

Bemerkungen:
- Das Zeilenflimmern ist umso ausgeprägter, je detailreicher und schärfer das aufgenommene Bild ist. Ältere Fernsehaufnahmen haben dadurch wenig Probleme mit diesem Artefakt, heruntergerechnete Bilder und Videos von hochauflösenden Quellen sind dagegen kaum noch zu ertragen. Das Zeilenflimmern kann durch eine Vorverarbeitung auf der Senderseite oder eine Nachverarbeitung auf der Empfängerseite verringert werden, was allerdings Auflösung kostet.
- Die Streifenbildung ist umso ausgeprägter, je schärfer die Bildwiedergaberöhre auf der Empfängerseite ist. Zur Wiedergabe von Zeilensprungmaterial ist es daher sinnvoll, keine hochauflösenden Bildröhren zu verwenden.

Ursachen:
- Das Zeilenflimmern tritt durch größere Helligkeitsunterschiede zwischen den beiden Halbbildern auf. Aus einer vertikalen Struktur wird dadurch eine zeitliche Helligkeits-Modulation des Bildes. Der Effekt verschwindet bei höheren Bildfrequenzen (z. B. 100-Hz-Halbbildfrequenz/50-Hz-Vollbildfrequenz).
Verhindert werden kann das Zeilenflimmern durch:
  - Nachverarbeitung der Bildung und Begrenzung der vertikalen Auflösung.
  - Konvertierung der Bilder in progressive Bilder und Verwenden von Displays, die ohne Zeilensprung arbeiten.
- Die Streifenbildung tritt durch Mikrosakkaden des Auges des Betrachters auf. Dadurch werden die Halbbilder auf der Netzhaut nicht mehr zwischeneinander abgebildet, sondern mehr oder weniger aufeinander. Bei genügend hochauflösenden (Röhren-)Displays sieht man dadurch die schwarzen Streifen zwischen benachbarten Zeilen eines Halbbildes, die nicht mehr durch die dazwischenliegende Zeile des nächsten Halbbildes ergänzt werden.
Verhindert werden kann die Streifenbildung durch:
  - Verwenden von Displays mit eingeschränkter vertikaler Auflösung.
  - Konvertierung der Bilder in progressive Bilder und Verwenden von Displays, die ohne Zeilensprung arbeiten.

Weitere Probleme:
Viele Probleme kann man heutzutage durch Signalverarbeitung lösen. Wären da nicht:
- Das Problem des wirklichen Quellformats: Für eine hochwertige Signalverarbeitung muss man erraten, in welchem exakten(!) Format das Quellformat vorliegt und welche Verarbeitungsgeschichte es schon hinter sich hat.
- Das Problem der kumulativen Bildverarbeitung: Der Konsens der Videotechnik ist es, dass das Format konvertiert wird, wenn es in einem nicht erlaubten Format vorliegt. Das führt zu vielen Konvertierungen, die über die gesamte Kette betrachtet völlig unnötig sind. Sportvideos werden meist mit 1080i50 produziert, werden in einigen Sendeanstalten in 720p50 konvertiert, in Fernsehgeräten werden diese wieder in 1080p50 konvertiert.

Zeilenflimmern eines Testbildes

## Grafische Darstellung

Der Bildaufbau als Animation
Das Endbild

## Beginnender Übergang vom Halbbild- zum Vollbildfernsehen

### Flimmerreduktion heute anders lösbar
Für die Erhöhung der Bildwiederholrate gibt es dank digitaler Vollbildspeicher heute andere Lösungsmöglichkeiten, mit denen die Bildwiederholung ausschließlich im Wiedergabegerät erzeugt werden kann. Verbreitete Anwendungen dieses Prinzips sind 100-Hz-Fernseher und Computer-Monitore. Für diesen Zweck ist es aus heutiger Sicht nicht mehr notwendig, die Doppelung der Wiederholfrequenz senderseitig zu erzeugen. Einige der neuen HDTV-Fernsehnormen verzichten deshalb heute auf Zeilensprung.

### Zeitauflösung weiterhin relevant
Die Erhöhung der Bewegungsauflösung ist jedoch auch heute noch relevant und gibt dem Zeilensprungverfahren weiterhin eine Berechtigung. Aus diesem Grund wird es weiterhin als Option in HDTV-Standards vorgesehen.

### Weitere Entwicklung
Das analoge Fernsehen sowie digitale Normen in Standardauflösung (Digital Video Broadcasting) werden wegen der notwendigen Rückwärtskompatibilität mit bestehenden Sendernetzen und Endgeräten weiterhin im Zeilensprung-Verfahren ausgestrahlt. Ggf. wird das Zeilensprung-Signal im Endgerät aus progressivem Bildmaterial regeneriert (beispielsweise DVD-Player und Receiver für digitales Fernsehen).
Im HDTV-Bereich sind Sendemodi mit und ohne Zeilensprung möglich, wobei der Sender entscheidet, welcher Modus angewendet wird.
Ein Problem sind zurzeit die Bildschirme. Zum jetzigen Zeitpunkt (Anfang 2008) sind nur Displays mit Kathodenstrahlröhre in der Lage, mit Zeilensprung abgetastete Bilder im selben Modus darzustellen und dadurch die Vorteile des Verfahrens tatsächlich auszunutzen.
Flachbildschirme auf Plasma- oder LCD-Technologie sind bauartbedingt durch träge Umschaltzeiten zurzeit nicht in der Lage, im Zeilensprung-Modus zu arbeiten, und müssen daher das Bildmaterial vor der Darstellung deinterlacen und ggf. skalieren. Das ist problematisch, weil dadurch einerseits die Vorteile des Verfahrens verschenkt werden, andererseits Artefakte (Bildfehler) dazukommen, da Deinterlacing grundsätzlich nicht perfekt funktionieren kann. Konstruktionsbedingt beherrschen Flachbildschirme gegenüber den Elektronenstrahlröhren – bei denen ein Elektronenstrahl das Bild zeilenweise schreibt – auch die Technik einer parallelen Bildausgabe, dazu schreibt der Flachbildschirm ein Videosignal erst in einen Speicherchip, das Bild wird anschließend samt erkannter Bewegungen über eine Matrix parallel auf die Anzeigepixel ausgegeben. Für eine solche Technik sind aber derzeitige Flachbildschirme noch zu träge.
Die Entwicklung wird zeigen, ob zukünftige Flachbildschirme Zeilensprung beherrschen werden, oder ob die Schwächen der Display-Technik bestehen bleiben und dadurch den Verzicht auf das Verfahren nahelegen werden.

## Einsatzgebiete
Es muss zwischen dem Zeilensprung bei der Aufnahme, bei der Übertragung und bei der Wiedergabe unterschieden werden. Der gleiche Begriff bezeichnet jeweils unterschiedliche Verfahren.

### Zeilensprung in der Aufnahmetechnik
Ob eine Aufnahme mit oder ohne Zeilensprung erfolgt, ergibt sich aus den Belichtungszeitpunkten der jeweils übereinanderliegenden geraden und ungeraden Zeilen. Sind diese identisch oder nur um die Dauer einer Zeile versetzt, liegt kein Zeilensprung vor (progressive Abtastung von Vollbildern, engl. Frames); sind diese um die Dauer eines Halbbildes versetzt, ergibt sich eine Aufnahme mit Zeilensprung (Zeilensprungabtastung von Halbbildern, engl. Fields).
Klassisches Filmmaterial arbeitet – physikalisch bedingt – immer progressiv, üblich sind Wiedergabe-Bildfrequenzen zwischen 16 Vollbildern/s (Normal 8) und 48 Vollbildern/s (IMAX HD). Normales Kino arbeitet seit den 1920er-Jahren weltweit mit 24 Vollbildern/s.
Videokameras arbeiten meist mit Zeilensprung (Topfield/Bottomfield). Die meisten amerikanischen Länder, Japan und einige andere Staaten arbeiten dabei mit 60 Halbbildern/s, die restliche Welt mit 50 Halbbildern/s. Es gibt aber auch mittlerweile Kameras, die optional Vollbildmodi mit 24, 25 oder 30 (selten auch schon 48, 50 und 60) Vollbildern/s
beherrschen.
Digital bearbeitete Bilder können aber auch gemischt sein. Es gibt Bildelemente mit Zeilensprung (Werbeeinblendung, Newsticker, Abspann, eingefügte Bildteile, CGI) und solche ohne (Basismaterial, CGI).

### Zeilensprung beim Transport
Das Scannen bzw. Übertragen von Bildern ändert nicht die Eigenschaft „Zeilensprung“ des Quellmaterials. Die Umwandlung von Zeilensprungmaterial in progressives Material und umgekehrt ist ein technisch sehr aufwendiges Problem, das nur angenähert und mit heuristischen Verfahren gelöst werden kann. Siehe dazu Deinterlacing.
Wenn ein Übertragungsmedium (analoges Fernsehen, VHS-Videorecorder) nur die Übertragung von Halbbildern fester Bildfrequenz zulässt, muss bei Vollbildmaterial (beispielsweise mit 24 Vollbildern/s) jedes Vollbild in zwei Halbbilder (bei 50 Hz) oder in zweieinhalb Halbbilder (bei 60 Hz, sogenannter NTSC Pulldown) zerlegt werden. Verbleibende Differenzen müssen durch leicht modifizierte Abspielgeschwindigkeiten ausgeglichen werden (→ PAL Speedup).
Das Zerlegen von Vollbildern kann unterschiedlich erfolgen – je nachdem, mit welchem Halbbild begonnen wird (BFF: Bottom Field First, TFF: Top Field First, Topfield, Top-Field).
Das dabei entstehende Signal ist aber kein klassisches Zeilensprung-Bild, das an Artefakten an bewegten Kanten (Kämme bei 50 Hz, Ruckler bei 60 Hz) bei Darstellung dieser Bilder auf konventionellen Geräten (50/60-Hz-Fernseher) zu erkennen wäre. Eine aufwendige Nachbearbeitung auf der Darstellungsseite kann diese Probleme beheben, siehe dazu im nächsten Abschnitt.
Digitale Speicher- und Übertragungsverfahren wirken hier genau gegensätzlich – bei Zeilensprung werden immer zwei Halbbilder zu einem Vollbild zusammengefügt und kodiert. MPEG-1 arbeitet dabei an Kanten ineffizienter als das verbesserte MPEG-2, das in bewegten Passagen eines Bildes eine speziell für Zeilensprungmaterial vorgesehene alternative Kodierungsvariante zur Verfügung stellt.

### Zeilensprung bei der Darstellung/Visualisierung
Bis auf die Darstellung von Video-Material auf 50/60-Hz-Fernsehgeräten ist eine Nachbearbeitung des empfangenen Signals notwendig, wenn eine hochwertige Darstellung erreicht werden soll.
Diese Nachbearbeitung wird notwendig, wenn
- der zeitliche Ablauf der Aufnahme und der Wiedergabe nicht übereinstimmen,
- bei Zeilensprungmaterial: wenn die vertikale Auflösung von Aufnahme und Wiedergabe nicht übereinstimmen (anderes Format, anamorph/nichtanamorph),

d. h. eigentlich meistens.

#### Quellmaterial mit Zeilensprung
Im Camera-Modus sind beide Halbbilder zeitversetzt gescannt. Würden sie in gleicher Weise zusammengefügt werden, käme es zum einen in bewegten Bereichen des Bildes zu einem unschön ineinander verkämmten Doppelbild, zum anderen wären die Bewegungen nicht mehr so flüssig. Es ist hier deshalb sinnvoll, alle Halbbilder als Vollbilder zu betrachten, in denen jedoch Zeilen fehlen. Das Ergänzen dieser fehlenden Zeilen nennt sich Deinterlacing. Im einfachsten Verfahren werden dabei die zwei benachbarten Zeilen gemischt, was jedoch zu Unschärfe führt und das Flimmern feiner Strukturen nicht reduziert. Das Übernehmen der Zeile aus dem letzten Halbbild ist zwar scharf und flimmert nicht, führt jedoch zum Kammeffekt an bewegten Stellen.

#### Quellmaterial mit Pseudo-Zeilensprung durch 2:2- oder 3:2-Pull-Down
Im Film-Modus lassen sich je zwei Halbbilder durch Zwischenspeichern des Signals und Umsortieren der Zeilen nahtlos zu einem Vollbild zusammenfügen. Ein Kinofilm wird somit bei PAL mit 25 Vollbildern dargestellt. Dabei ist anzumerken, dass dadurch der Film etwa um 4,166 Prozent beschleunigt wird, im Gegensatz zum 3:2-Pull-down bei NTSC (→ PAL Speedup).

## Fehlinformationen über HDTV
In etlichen Veröffentlichungen wird angegeben, dass das hochaufgelöste Format (1080) immer mit Zeilensprung arbeitet. Das ist nicht richtig. Die zur Verfügung stehenden Modi erlauben bei 1080 Zeilen die Darstellung sowohl im Zeilensprung als auch ohne Zeilensprung. Bei den verschiedenen Standards im 720-Zeilen-Format gibt es hingegen keine Interlace-Formate. Alle Standards mit einem „i“ (für interlaced, Beispiel 1080i) im Namen verwenden das Zeilensprungverfahren, der Buchstabe „p“ (für progressive scan) steht für Vollbilder.
720-Zeilen-Format:
- 25p, 50p (50-Hz-Regionen)
- 24p (23,976 ), 30p (29,97), 60p, (59,94) (60-Hz-Regionen)

1080-Zeilen-Format:
- 25p, 50i, 50p (50-Hz-Regionen)
- 24p (23,976), 30p (29,97), 60i (59,94), 60p (59,94) (60-Hz-Regionen)

Es wird allgemein empfohlen, HD-Produktionen grundsätzlich in 1080p59,94 bzw. 1080p50 aufzuzeichnen, während für die Ausstrahlung 1080p 29,97 oder 720p59,94 empfohlen wird. Die europäischen Sendeanstalten hingegen favorisieren 720p50.
Die Auffassung, 1080p gäbe es nicht mit 60 bzw. 50 Vollbildern pro Sekunde, ist eine Halbwahrheit. Richtig ist, dass eine abschließende Standardisierung für 1080p50/59,94/60 derzeit[veraltet] noch nicht verabschiedet ist. Allerdings bedeutet das nicht, dass grundsätzlich auf 1080p60/59,94 bzw. 1080p50 verzichtet werden muss (da die BD / HD DVD genügend Speicher dafür bietet).